# Istituto storico e di cultura dell'Arma del genio
L'Istituto storico e di cultura dell'Arma del genio  è un centro storico culturale, un museo e uno spazio espositivo situato a Roma e dedicato alla storia dell'Arma del genio.

## Storia
Venne fondato nel 1906 dal capitano del genio Mariano Borgatti con la denominazione di Museo dell'ingegneria militare: la prima sede fu all'interno di Castel Sant'Angelo. Nel 1911 lo spazio espositivo venne spostato all'interno delle adiacenti casermette di Urbano VIII; nell'occasione cambiò nome in Museo storico del genio militare. In seno al museo, nel 1928, fu fondato l'Istituto d'architettura militare. All'inizio degli anni trenta il polo museale venne trasferito all'interno della caserma Piave. In occasione di questo spostamento, i due enti diedero origine all'Istituto storico e di cultura dell'Arma del genio. Nel 1939 il museo subì il trasferimento nell'odierna sede, realizzata appositamente per accogliere questa sede espositiva, progettata dal  Colonnello dell'Arma del Genio Gennaro de Matteis.

## Le esposizioni
Le collezioni sono composte da cimeli che descrivono la storia dell'Arma del genio, dalle guerre d'indipendenza italiane ai due conflitti mondiali. Nel cortile interno della sede museale è stata realizzata una cappella sacrario intitolata a santa Barbara, patrona dei genieri.
Gli argomenti trattati dal percorso espositivo sono molteplici, dalla nascita al progresso delle trasmissioni, alla fotografia militare, all'aerofotografia. Tra i cimeli più importanti, è esposto il primo aereo italiano che fu impiegato in un conflitto militare.
Nella cappella di Santa Barbara si trova una vetrata di Duilio Cambellotti (1940 circa).